# Blaue Rispe nach Riemerschmid

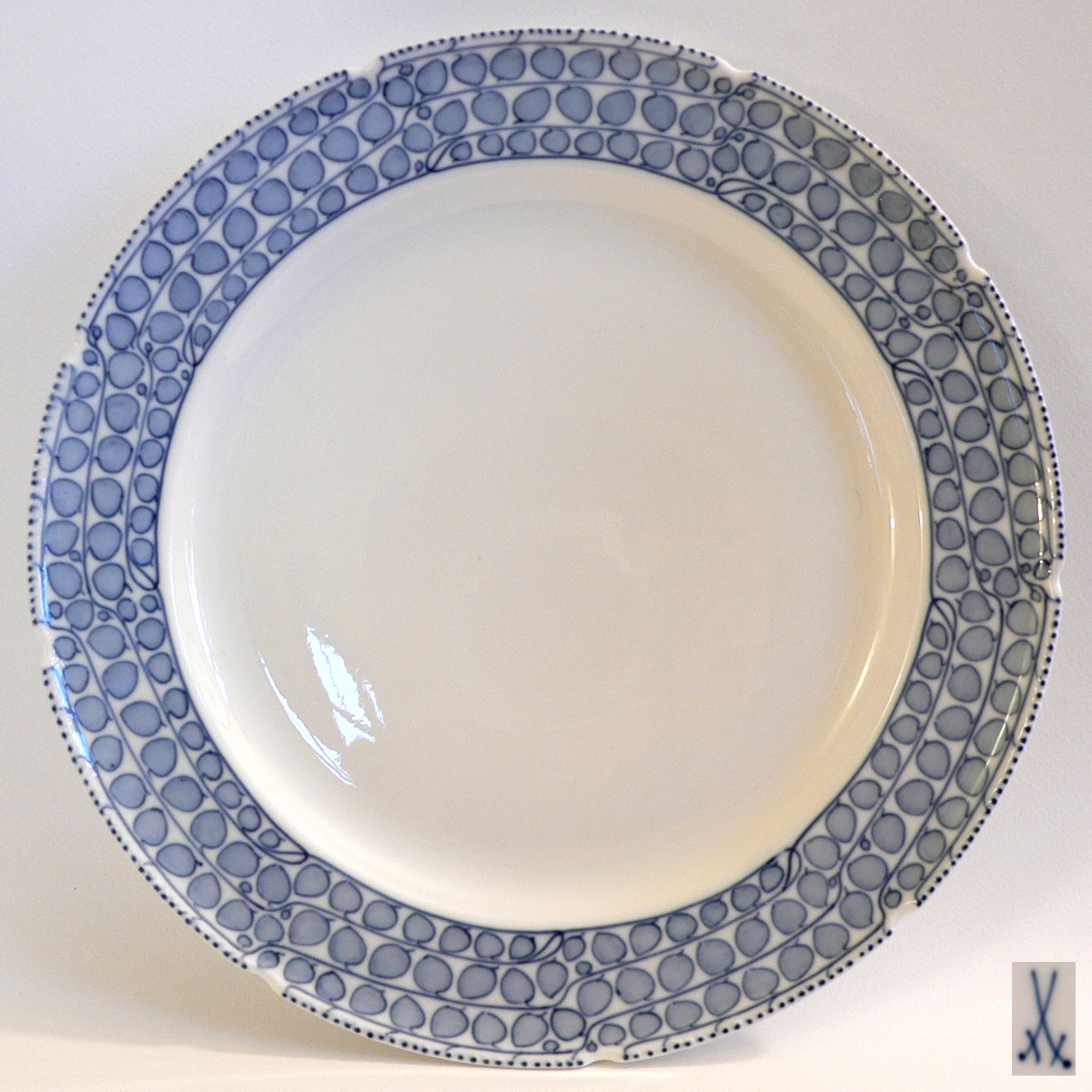
Speiseteller aus dem von Riemerschmid zwischen 1903 und 1905 entworfenen Service.

Blaue Rispe nach Riemerschmid wird ein zeitgenössischer, kobaltblauer Unterglasurdekor aus Meißener Porzellan genannt. Die Wiederaufnahme des ursprünglich zwischen 1903 und 1905 von Richard Riemerschmid entworfenen renommierten Jugendstildekors, für das ein breiter folkloristischer Blattsaum charakteristisch ist, wurde auf der modernen Form Perle gestaltet.

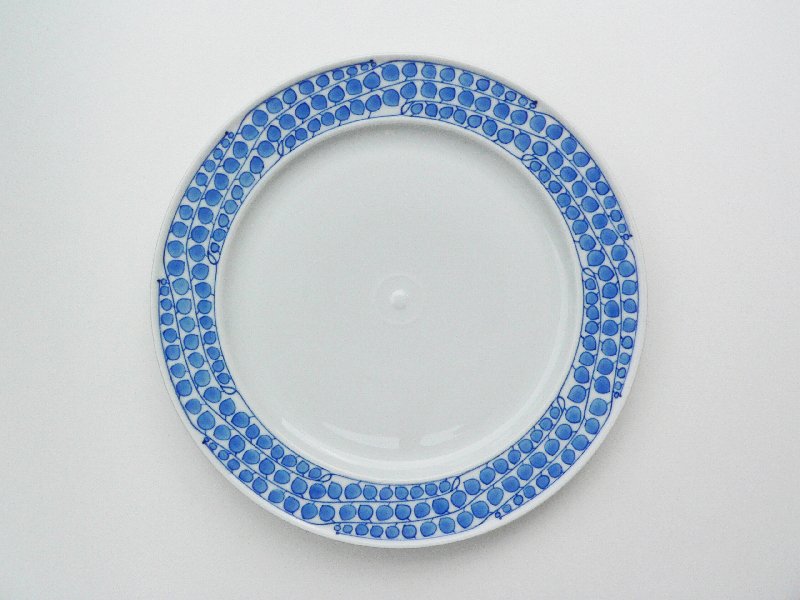
Speiseteller, 29 cm
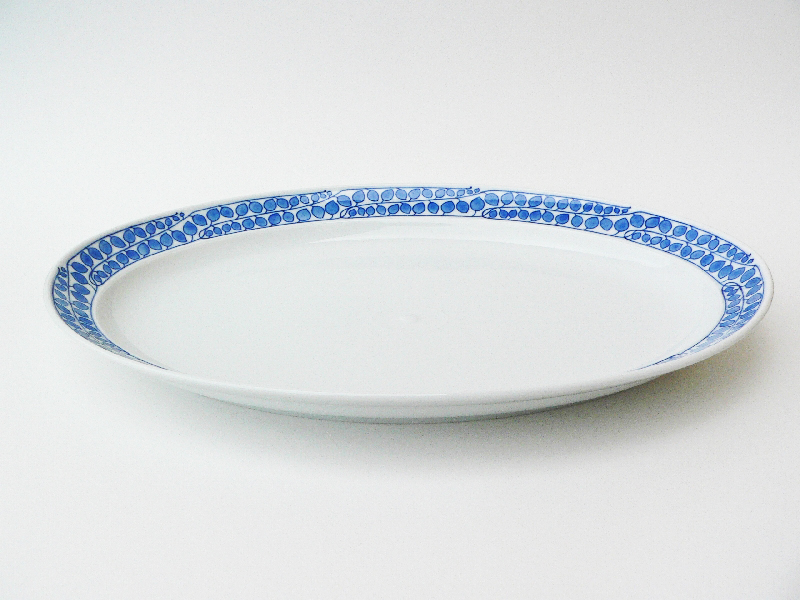
Vorlegeplatte, 40 cm
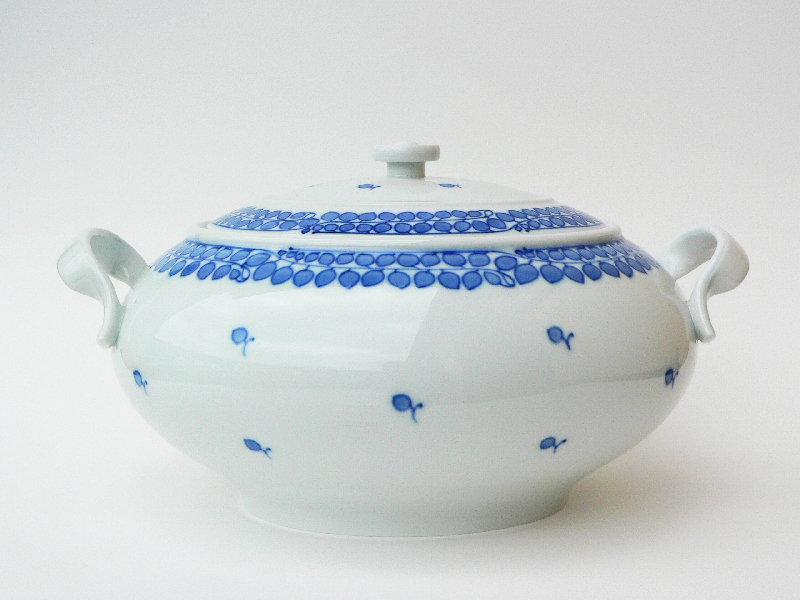
Suppenterrine, 3 l
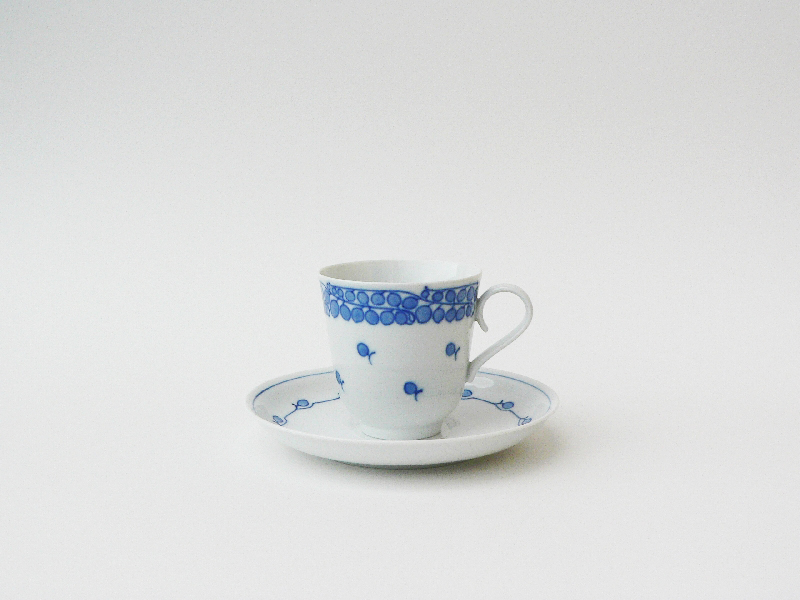
Kaffeetasse mit Untertasse, 0,2 l
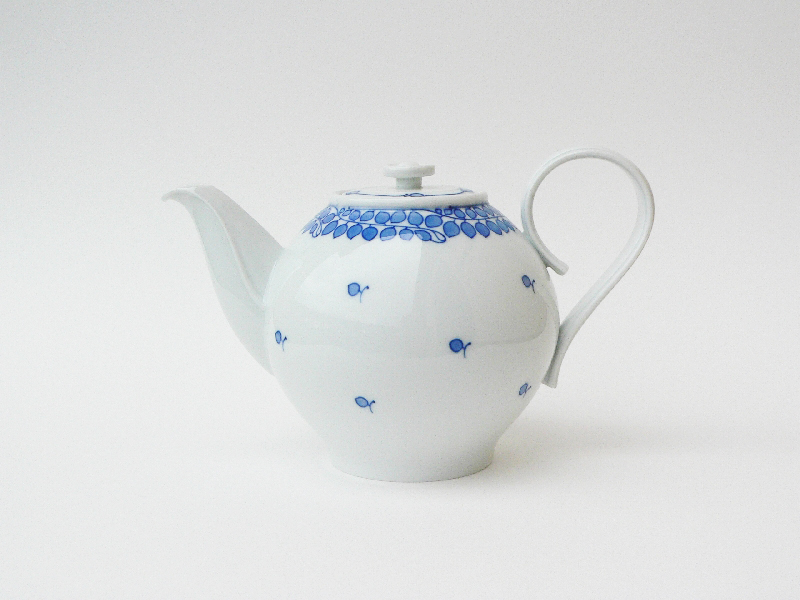
Kanne, 1 l
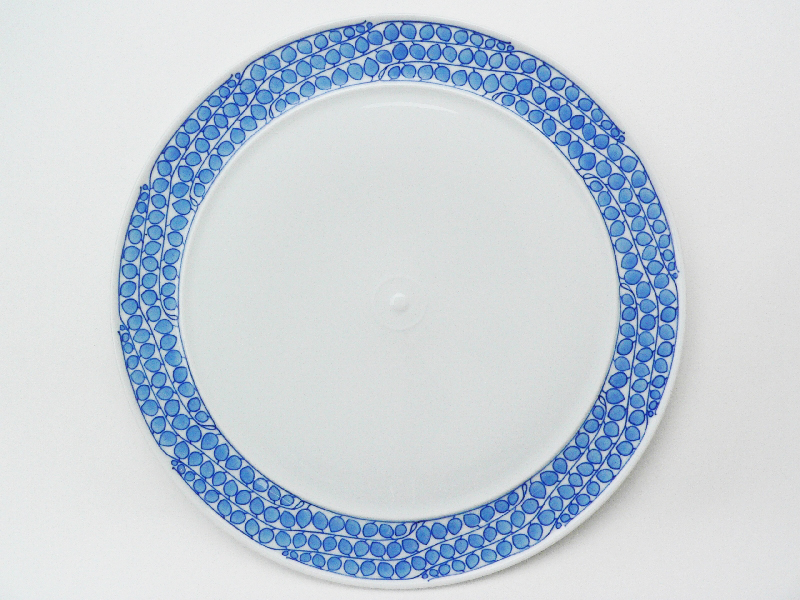
Tortenplatte, 37 cm
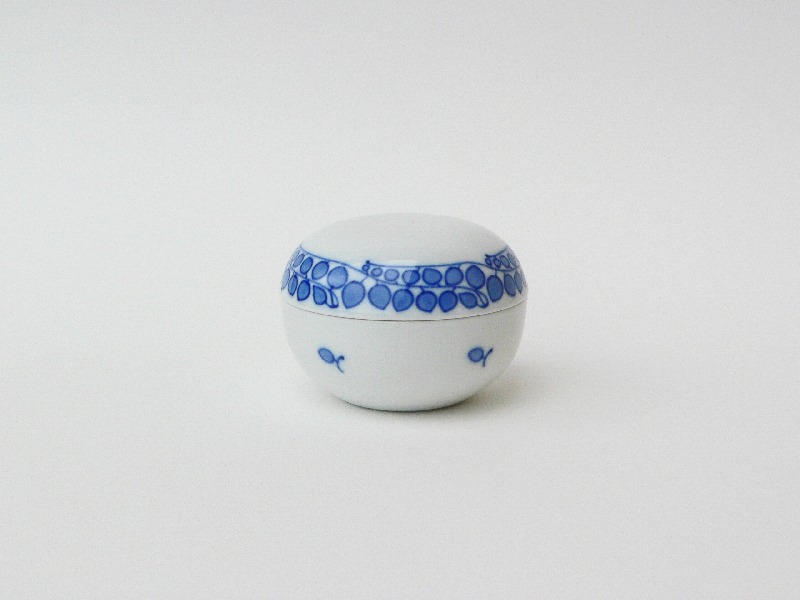
Dose, 9 cm
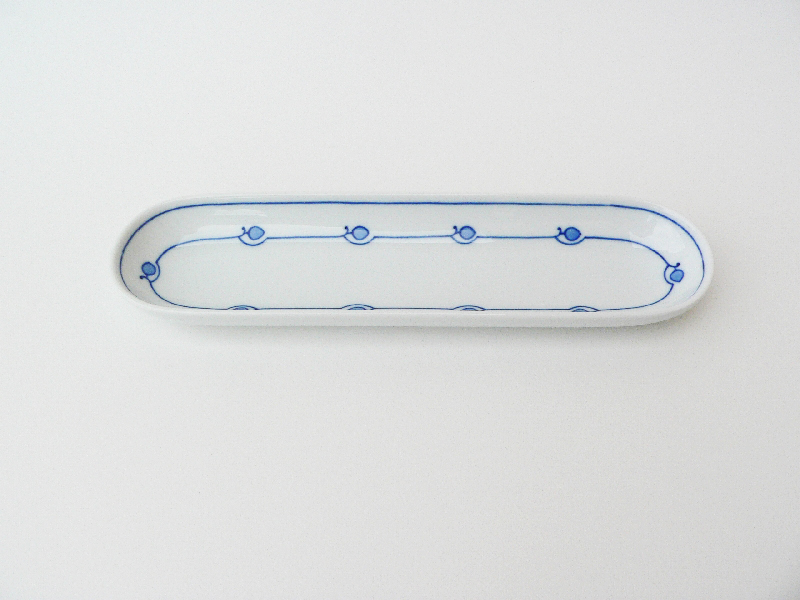
Federschale, 24 cm